# ユタ州知事の一覧
| 政党   | 知事数 |
| ------ | ------ |
| 共和党 | 11     |
| 民主党 | 6      |

ユタ州知事の一覧（Governor of Utah）とは、アメリカ合衆国のユタ州の州知事及びユタ準州知事の一覧である。

## ユタ準州知事一覧
ユタ準州は1850年9月9日に議会法によって組織された。
- ブリガム・ヤング 1850年-1858年
- アルフレッド・カミング 1858年-1861年
- ジョン・W・ドーソン 1861年、民主党/共和党
- スティーヴン・セルウィン・ハーディング 1862年-1863年、自由党
- ジェイムズ・デュエイン・ドーティ 1863年-1865年、民主党
- チャールズ・ダーキー 1865年-1869年、自由土地党/共和党
- ジョン・ウィルソン・シェイファー 1870年
- ヴァーノン・H・ヴォーン 1870年-1871年
- ジョージ・レミュエル・ウッズ 1871年-1875年、共和党
- サミュエル・ビーチ・アクステル 1875年、民主党
- ジョージ・W・エメリー 1875年-1880年
- イーライ・ヒューストン・マレイ 1880年-1886年
- ケイレブ・ウォルトン・ウェスト 1886年-1888年
- アーサー・ロイド・トマス 1889年-1893年
- ケイレブ・ウォルトン・ウェスト 1893年-1896年

## ユタ州知事一覧
ユタ州は1896年1月4日に連邦に加わった。
| 代 | 氏名                                 | 就任          | 退任          | 所属政党 | 副知事                         | 備考  |
| -- | ------------------------------------ | ------------- | ------------- | -------- | ------------------------------ | ----- |
| 1  | ヒーバー・マニング・ウェルズ         | 1896年1月6日  | 1905年1月2日  | 共和党   | なし                           |       |
| 2  | ジョン・クリストファー・カトラー     | 1905年1月2日  | 1909年1月4日  | 共和党   | なし                           |       |
| 3  | ウィリアム・スプライ                 | 1909年1月4日  | 1917年1月1日  | 共和党   | なし                           |       |
| 4  | サイモン・バンバーガー               | 1917年1月1日  | 1921年1月3日  | 民主党   | なし                           |       |
| 5  | チャールズ・レンデル・メイビー       | 1921年1月3日  | 1925年1月5日  | 共和党   | なし                           |       |
| 6  | ジョージ・ヘンリー・ダーン           | 1925年1月5日  | 1933年1月2日  | 民主党   | なし                           |       |
| 7  | ヘンリー・フーパー・ブラッド         | 1933年1月2日  | 1941年1月6日  | 民主党   | なし                           |       |
| 8  | ハーバート・ブラウン・モー           | 1941年1月6日  | 1949年1月3日  | 民主党   | なし                           |       |
| 9  | ジョーゼフ・ブラッケン・リー         | 1949年1月3日  | 1957年1月7日  | 共和党   | なし                           |       |
| 10 | ジョージ・デューイ・クライド         | 1957年1月7日  | 1965年1月4日  | 共和党   | なし                           |       |
| 11 | カルヴァン・レウェリン・ランプトン   | 1965年1月4日  | 1977年1月3日  | 民主党   | なし クライド・L・ミラー       |       |
| 12 | スコット・ミルン・マセソン           | 1977年1月3日  | 1985年1月7日  | 民主党   | デイヴィッド・スミス・モンソン |       |
| 13 | ノーマン・ハワード・バンガーター     | 1985年1月7日  | 1993年1月4日  | 共和党   | W・ヴァル・オーヴェソン        |       |
| 14 | マイケル・オーカーランド・レヴィット | 1993年1月4日  | 2003年11月5日 | 共和党   | オーリーン・スミス・ウォーカー | [ 2 ] |
| 15 | オーリーン・スミス・ウォーカー       | 2003年11月5日 | 2005年1月3日  | 共和党   | ゲイル・マキークニー           |       |
| 16 | ジョン・ミード・ハンツマン           | 2005年1月3日  | 2009年8月11日 | 共和党   | ゲイリー・R・ハーバート        | [ 3 ] |
| 17 | ゲイリー・R・ハーバート              | 2009年8月11日 | 2021年1月4日  | 共和党   | グレッグ・ベル                 |       |
| 18 | スペンサー・コックス                 | 2021年1月4日  | 現職          | 共和党   | デイドラ・ヘンダーソン         |       |

## 註
1. ↑  副知事職は1976年に設置された。
2. ↑  辞任後、環境保護庁長官に就任。
3. ↑  辞任後、駐中国大使に就任。